# Dino Campana
Dino Carlo Giuseppe Campana (20. srpna 1885 Marradi – 1. března 1932 Scandicci) byl italský básník, označovaný za pokračovatele prokletých básníků.
Studium farmacie na Florentské univerzitě nedokončil, dědičná neurastenie ho pudila k cestování po Evropě a Jižní Americe, většinu života však strávil v psychiatrických léčebnách. Na jeho duševní labilitě se také podepsal bouřlivý milostný vztah se spisovatelkou a průkopnicí ženské emancipace Sibillou Aleramovou. Zemřel ve věku 46 let v ústavu ve Scandicci na otravu krve.
V roce 1914 vydal svoji jedinou básnickou sbírku Canti Orfici (Orfické zpěvy). Vyznačuje se vizionářským mysticismem, autor v ní zpracovává vlivy antické mytologie i filozofie Friedricha Nietzscheho. Česky vyšel v roce 1968 výbor z jeho díla nazvaný Šílený Orfeus v překladu Jana Vladislava.
Sebastiano Vassalli se inspiroval Campanovými osudy k napsání románu Noc komety. Michele Placido natočil v roce 2002 o vztahu Campany a Aleramové hraný film Un viaggio chiamato amore (Campanu hrál Stefano Accorsi).